# Wang Kun
Wang Kun (en chino: 王昆; en pinyin: Wáng Kūn; 1925 − 21 de noviembre de 2014) fue una cantante, actriz, directora musical y maestra especializada en repertorio revolucionario china. Es una de las artistas más famosas por sus interpretaciones de temas musicales como "Nanniwan " (1943).
Wang nació en Tang County, Hebei. En la década de los años 1940 , se unió a una compañía para realizar artes sobre el Ejército Popular de Liberación. En 1945, interpretó su personaje principal en la obra "The White Haired Girl" (primera ópera de estilo occidental de la China moderna ), que fue producido por "Yan'an Lu Xun" y del "Instituto de Artes" (延 安鲁 艺 戏剧 音乐 系). También participó en otras obras de dramas modernos.
Junto con Gou Lanying, Wang fue miembro de la primera generación de artistas chinos para entrenar en el extranjero. Después de la revolución de China en 1949, continuó sus estudios musicales en la Unión Soviética con Medvedev, así como con la cantante china Lin Junqing (林俊卿). En 1954 entró al Conservatorio Central de Música, para continuar su educación. Más adelante dirigió una Canción y Danza Oriental titulada "Company" (东方 歌舞团 艺 委), mientras servía en el regimiento.
También era miembro del comité de la cuarta reunión de la Federación Cultural Chino (中国文联 第) y la Asociación de Músicos de China, participó en las segundas y terceras sesiones, como directora del comité ejecutivo de la cuarta reunión de la Federación de la Mujer en China. Ella era una de las 11 representativas del Partido Comunista de China, para el primer, segundo y tercer Congreso Nacional del Pueblo, también era miembro del Comité Nacional de la Conferencia Consultiva Política del Pueblo Chino, para el Congreso de la quinta y sexta Asamblea Popular Nacional. Actuó con la música a gran escala, con el acompañamiento del drama de la danza y el cine llamado "El Oriente Rojo", en la década de los años 1960 .
El estilo musical de Wang, se inspira en las tradiciones populares de los chinos para su fundación, aunque su producción vocal (con un timbre brillante y vibratorio constante) también demuestra elementos de endeudamiento del canto operístico al estilo occidental. El 9 de agosto 2009 se llevó a cabo con sus alumnos, un concierto en la que ha sido conmemoranda su carrera artística de 70 años, organizado por el Ministerio de la Cultura y la Federación China de Círculos Literarios y Artísticos (中国 文学 艺术界 联合会).

### Video
- Wang Kun singing "Peasants' Association", 1964
- Wang Kun singing "Nanniwan", c. 2009
- Wang Kun singing "Cotton Weaving", c. 2009

- Datos: Q4103225